# Das Trio in Es-Dur
Das Trio in Es-Dur (Originaltitel: Le Trio en mi bémol) ist das einzige Theaterstück des französischen Filmemachers Éric Rohmer. Es wurde unter Rohmers Regie am 28. November 1987 am Théâtre Renaud-Barrault in Paris uraufgeführt. Die deutsche Erstaufführung folgte am 29. April 1989 in der Schaubühne am Lehniner Platz in Berlin. Regie führte Jürgen Gosch. Die Komödie in sieben Bildern ist ein Zweipersonenstück über ein ehemaliges Liebespaar, dessen Beziehung sich in ihrem Musikgeschmack widerspiegelt. Eine besondere Bedeutung hat dabei das titelgebende Trio in Es-Dur von Wolfgang Amadeus Mozart, das so genannte Kegelstatt-Trio. 

## Inhalt

### Erstes Bild
Adèle besucht Paul in seiner Wohnung in Paris. Die beiden haben sich vor einem Jahr getrennt. Paul lebt allein, Adèle hat eine neue Bekanntschaft, den Musikverleger Stanislas, dessen Erwähnung Paul eifersüchtig macht.

### Zweites Bild
Nach den Ferien sehen sich Adèle und Paul wieder. Die Beziehung zwischen Adèle und Stanislas ist enger geworden. Paul ist für sie nurmehr ein guter Freund.

### Drittes Bild
Adèle ist inzwischen bei Stanislas eingezogen. Zwischen ihr und Paul kommt es zu einer langen Erörterung ihres unterschiedlichen Musikgeschmacks. Adèle mag zeitgenössische Rockmusik, Paul ausschließlich klassische Musik. Er glaubt, dass ihr unterschiedlicher Musikgeschmack ihre Beziehung unmöglich gemacht hat, da ihm Musik wichtiger ist als alles andere. Überrascht stellt er fest, dass Adèle auch Mozarts Trio in Es-Dur mag, ein Stück, das ihm besonders am Herzen liegt. Er verspricht, ihr zum Geburtstag eine CD-Aufnahme zu schenken. Zu einem Besuch in Stanislas Wohnung kann er sich allerdings nicht überwinden.

### Viertes Bild
Paul packt das Geschenk für Adèles Geburtstag ein: die versprochene CD, die er in einen Schal einwickelt. Sein Freund Arthur soll das Geschenk übergeben.

### Fünftes Bild
Adèle bedankt sich bei Paul für den geschenkten Schal, erwähnt die CD jedoch mit keinem Wort. Dieser ist enttäuscht, dass sie keine Bemerkung zu dem ihm so wichtigen Musikstück macht. Er gesteht, dass er sich wünscht, einen bestimmten Satz von ihr zu hören, verrät jedoch nicht, worum es geht, weil er sich sonst der Hoffnung beraube, ihn aus Überzeugung und nicht nur aus Freundlichkeit von ihr zu hören.

### Sechstes Bild
Die Beziehung zwischen Adèle und Stanislas steckt in der Krise. Sie besucht immer häufiger ihren Ex-Freund Paul und die beiden tauschen Zärtlichkeiten aus. Allein der ungesagte Satz, den er von ihr erwartet, steht noch immer zwischen ihnen. Paul begründet, dass der mögliche Gewinn zu gewaltig wäre, so dass er selbst bei einer verschwindend geringen Chance darauf setzen müsse.

### Siebtes Bild
Adèle hat Stanislas verlassen. Sie macht Paul ein Geschenk: eine Aufnahme von Mozarts Trio in Es-Dur, die ihn tief berührt, als er sie hört. Erst jetzt klärt sich das Missverständnis auf: Stanislas hat die Verpackungen ihrer Geburtstagsgeschenke aufgeräumt und muss dabei auch die CD weggeworfen haben. Adèle war enttäuscht, dass Paul ihr nicht das versprochene Musikstück geschenkt hatte, entschloss sich jedoch, das Thema Musik nicht mehr anzusprechen. Schließlich kaufte sie selbst eine Aufnahme für Paul. Als dieser gesteht, dass er auf ihre Bemerkung zu dem Geschenk gewartet hat, fühlt sie sich verkannt, weil Paul geglaubt hat, sie könne ein so inniges Geschenk ignorieren. Doch die Musik verbindet beide wieder. In gegenseitiger Umarmung lauschen sie dem ersten Satz des Trios in Es-Dur.

## Hintergrund
Frühe Entwürfe zeigen, dass Rohmer den Stoff ursprünglich als fünfte Episode von Vier Abenteuer von Reinette und Mirabelle geplant hatte, einem Episodenfilm, der im Jahr 1987 erschien. Adèle hieß damals noch Mirabelle und traf auf einen Schallplattenverkäufer, der ähnlich cholerisch auftrat wie der Kellner in der zweiten Episode gegenüber Reinette. Auch nachdem Rohmer den Stoff zu einem eigenständigen Theaterstück ausgebaut hatte, ließ er die weibliche Hauptrolle von Jessica Forde spielen, der Darstellerin der Mirabelle aus dem Episodenfilm. In der Vorbereitung zu ihrer Rolle gab er ihr alte Spielfilme mit Brigitte Bardot als Anschauungsmaterial und verlangte, ihren Ausdruck und ihre Stimme zu imitieren.
Die männliche Hauptfigur, ein kultivierter Musikliebhaber, vereint zentrale Themen aus Rohmers Filmschaffen, zuvorderst die wichtige Funktion von Musik für die Anziehung zwischen Menschen. Pauls Versuche, Adèle zu „kultivieren“, weisen voraus auf den Bibliothekar Loïc aus Wintermärchen (1992). Dessen Ausgangspunkt, Shakespeares Theaterstück Das Wintermärchen, wird explizit im Text erwähnt. Und wie in Wintermärchen spielt auch die Pascal’sche Wette, der Rohmer bereits den Film Meine Nacht bei Maud (1969) gewidmet hatte, eine wichtige Rolle: Die musikalische Geistesverwandtschaft mit Adèle ist für Paul ein so großer Gewinn, dass er trotz der geringen Chancen und ungeachtet aller Missverständnisse zwischen den Protagonisten auf sie wettet – und am Ende gewinnt.
Rohmer schrieb das Stück wie ein Amateur-Autor, ohne genaue Vorstellung, ob und wie eine Umsetzung möglich sei. Als über Pascal Greggory, der zum regelmäßigen Schauspielerstab Rohmers zählte, der Kontakt zu Francis Huster zustande kam, der das Stück im August 1987 für das Théâtre du Rond-Point annahm, war Rohmer sehr erfreut. Der Aufführungszeitraum erstreckte sich vom 28. November bis zum 31. Dezember 1987. Für die Proben blieben nur drei Monate, in denen Rohmer – ganz im Gegensatz zu seiner üblichen Vorgehensweise als Filmregisseur – alle Gesten und Bewegungen penibel einstudieren ließ. Trotz einiger kritischer Stimmen wegen Fordes aufgesetztem Spiel war das Stück bei Publikum und Kritik erfolgreich und findet sich bis in die Gegenwart vor allem im Repertoire kleiner Amateurtheater.

## Adaptionen

### Filme
Im Jahr 1988 verfilmte Rohmer sein Theaterstück. Die beiden Rollen spielten wie in der Uraufführung Pascal Greggory und Jessica Forde. 
Im Jahr 2022 baute die portugiesische Filmemacherin Rita Azevedo Gomes Rohmers Stück zum Spielfilm O trio em mi bemol mit Rita Durão, Pierre Léon und weiteren unterstützenden Rollen aus. Der Film wurde auf den Internationalen Filmfestspielen in Berlin gezeigt.

### Hörspiele
Der Schweizer Sender SRF produzierte im Jahr 1989 eine Hörspielfassung unter der Regie von Charles Benoit. Die Rollen sprachen Katja Amberger und Michael Thomas. 
Eine weitere Hörspielfassung sendete 1990 der Hessische Rundfunk. Unter der Regie von Gottfried von Einem sprachen Ernst Jacobi und Ulrike Bliefert.